# Pla d'Anguera
El Pla d'Anguera és una extensa plana a cavall dels termes municipals de Barberà de la Conca i de Sarral, a la Conca de Barberà.
Està situada en el sector septentrional del terme municipal de Barberà de la Conca i en el sud-oriental del de Sarral, entre el riu d'Anguera, que delimita aquesta plana pel nord, i el seu afluent, la rasa del Torrentet, que la delimita pel sud. Queda al sud-est del poble d'Ollers i al nord de la partida de Corrians. Al seu nord-est, però ja a l'altra riba del riu d'Anguera, hi ha les restes de l'antiga església de Sant Pere d'Anguera.